# ماسارو إيموتو
ماسارو إيموتو (باليابانية: 江本勝) (ولد في 22 يوليو 1943-توفي 17 أكتوبر 2014) هو كاتب ياباني معروف بإدعاءاته المثيرة للجدل حيث يقول بأنه إذا تم توجيه كلام أو أفكار شخص ما إلى قطيرات ماء قبل تجمدها، فإن أشكال بلورات الماء ستكون إما جميلة أو بشعة اعتمادا على كلام أو أفكار ذلك الشخص ما إذا كانت إيجابية أو سلبية. إيموتو يقول أن هذا يمكن أن يحدث بإلصاق كلمات مكتوبة أو موسيقى أو صلوات إلى جانب وعاء ماء.
ألّف إيموتو العديد من الكتب حول الماء منذ عام 1999، من أشهرها أعماله المنشورة تحت مسمى رسائل من الماء.

## سيرته
ولد إيموتو في يوكوهاما وتخرج من جامعة مدينة يوكوهاما بشهادة في العلاقات الدولية، وفي عام 1992 حصل على شهادة دكتوراه في الطب البديل من المعهد الدولي المفتوح للطب البديل في الهند، وهو معهد غير معترف به وغير معتمد.
عمل إيموتو كرئيس لمؤسسة «الماء من أجل الحياة» الدولية – منظمة غير ربحية مقرها في مدينة أوكلاهوما تأسست عام 2005.
إيموتو لديه ثلاثة أبناء ومتزوج من كازوكو إيموتو.

## انتقادات لشخصه واعماله
في عام 2003، عرض عليه جيمس راندي علنا إعطاءه مبلغ مليون دولار إذا كان من الممكن الحصول على نفس نتائج دراساته وتجاربه عن طريق اثباتها بتجربة منفصلة، ولم يتم اثبات هذا بالتجربة حتى الآن.
في 2005، نشر كريستوفر سيتشفيلد من قسم العلم الطبيعي في فيرمونت بحثا قال فيه ان إيموتو يتاجر عن طريق ادعائاته، ويبيع قوارير ماء في موقعه بدعوى انها نقية وتحتوي على اشكال هندسية متناظرة، مما يشكك في صحة دعواه.

## أعماله في بلورات الماء
تجارب ماسارو إيموتو على بلورات الماء كانت عبارة عن تعريض الماء في الزجاجات لكلمات أو صور أو موسيقى ثم تجميده وفحص النتائج الجمالية للبلورات الناتجة باستخدام التصوير الميكروسكوبي.

## مؤلفاته
إيموتو باع مليونا نسخة من كتبه. من أهمها:
- رسائل من الماء، الكتاب الأول (يونيو 1999)، ISBN 4-939098-00-1
- رسائل من الماء، الكتاب الثاني (نوفمبر 2001)، ISBN 0-7881-2927-9
- الرسائل المخفية في الماء، ISBN 1-58270-162-8
- رسالة من الماء 3: أحبب نفسك (يناير 2006)، ISBN 1-4019-0899-3

## وصلات خارجية
- ماسارو إيموتو على موقع IMDb (الإنجليزية)

- موقع ماسارو إيموتو الرسمي